# سام دانکوم
سام دانکوم (انگلیسی: Sam Duncum؛ زادهٔ ۱۸ فوریهٔ ۱۹۸۷) بازیکن فوتبال اهل بریتانیا است.
از باشگاه‌هایی که در آن بازی کرده‌است می‌توان به باشگاه فوتبال یورک سیتی، باشگاه فوتبال روترهام یونایتد، باشگاه فوتبال وورکساپ تاون، باشگاه فوتبال ایستوود، و باشگاه فوتبال ایلکستون اشاره کرد.